# José Victorino de Sousa e Albuquerque
José Victorino de Sousa e Albuquerque (Viseu, 12 de agosto de 1843 – Viseu, 30 de dezembro de 1916) foi um militar-médico, político, ensaísta e jornalista português e figura proeminente na cidade de Viseu, onde era governador civil quando caiu a Monarquia.

## Biografia
Nasceu na rua Direita, na casa do Arco, em que sucedeu, e faleceu na sua casa do Rossio, com 73 anos de idade. Era filho do Dr. Paulo Emílio de Sousa de Lemos e Menezes e sua mulher D. Maria de Jesus de Mesquita e Melo. Herdou ainda a quinta de Alter, em Vildemoinhos, e a quinta da Ramalhosa, em Rio de Loba. Como não teve filhos do seu casamento com D. Elvira de Azevedo Coelho de Campos, deixou herdeira (testamento de 26 de Julho de 1912)  sua única sobrinha, filha de sua irmã.
General-médico, Par do Reino (1910), do Conselho de Sua Majestade, deputado às Cortes por Viseu (1890-1910), três vezes governador civil de Viseu (1890, 1896 a 1897 e 1910), a última das quais durante a queda da Monarquia, fidalgo da Casa Real, comendador da Ordem de Avis e da Ordem de Nossa Senhora da Conceição de Vila Viçosa, etc., o conselheiro José Victorino, nomes próprios por que era comummente conhecido, tem uma rua com o seu nome na cidade de Viseu.

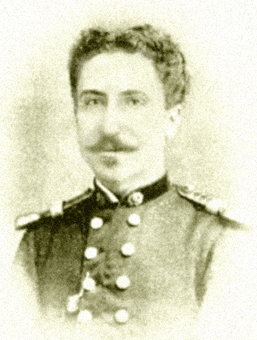
General Dr. José Victorino de Sousa e Albuquerque, na foto ainda capitão

Numa Pompílio, no seu livro Filhos Ilustres de Viseu (1937), diz dele: «Político de muito valor e destaque, Deputado bairrista com grandes serviços a Viseu. Jornalista vigoroso e intransigente no exercício das suas funções. Cidadão prestante, clara inteligência e grande fundo de bondade. Polemista notável».
Licenciou-se em Medicina pela Escola Médico-Cirúrgica do Porto (22 de Julho de 1867), apresentando uma tese intitulada «Condições Higiénicas do Hospital de Santo António: Com Relação às Operações de Grande Cirurgia», publicada nesse ano no Porto. Entrou de imediato para o Exército, onde foi sucessivamente cirurgião-ajudante (13 de Março de 1868), cirurgião-mor (19 de Setembro de 1882) e cirurgião de Brigada (18 de Abril de 1895). Passou depois a oficial-general, como tenente-coronel (20 de Setembro de 1899) e general (7 de Maio de 1904), patente com que passou à reserva. No exercício das suas funções, foi director do Hospital Militar do Porto e do de Chaves.
Publicou mais de uma vintena de livros, sobretudo sobre questões militares, e fundou em 1886 o jornal «O Comércio de Viseu», de que foi director. Influente líder político regional, foi ainda presidente do Partido Regenerador no distrito de Viseu.

## Obras publicadas
São as seguintes algumas das obras da sua autoria:
- «Condições Higiénicas do Hospital de Santo António: Com Relação às Operações de Grande Cirurgia», Porto, 1867.
- «Fortificação Improvisada ou do Campo de Batalha. Trincheiras e Abrigos». Conferência Militar. 1889.
- «Táctica dos Fogos de Infantaria. O Tiro d'lnfantaria a Grandes Distâncias». Lamego, 1893.
- «O centenario da India perante a Historia». Imp. de Libanio da Silva, 1898.
- «A Pólvora Sem Fumo e a Táctica». Lisboa, 1899.
- «Combates Locais». Lisboa, Compa Nacional Editora. 1901.
- «Forças Destinadas às Operações Secundárias da Guerra». Lisboa, 1902.
- «Missão das Quatro Armas em Campanha». Lisboa, 1902.
- «História sagrada do Velho Testamento». Lisboa, A Editora, 1903.
- «Allocução proferida no acto da inauguração do retrato de S. M. El-Rei Senhor D. Manuel II no regimento de infantaria nº 16». Lisboa, Typ. da Cooperativa Militar, 1909.